# Solenozetes gallonae
Solenozetes gallonae är en kvalsterart som beskrevs av Hunt 1994. Solenozetes gallonae ingår i släktet Solenozetes och familjen Plasmobatidae. Inga underarter finns listade i Catalogue of Life.